# 運命共同体
「運命共同体」（うんめいきょうどうたい）は、Dragon Ashの21枚目のシングル。2009年2月4日にMOB SQUADより発売。

## 概要
- C/W曲にはメンバーによる既発楽曲のリミックス音源を3曲収録。
- 「共同体識別ステッカー」が封入。
- 「Let yourself go, Let myself go」以来続いたオリコン週間ランキング連続TOP10記録は本曲によって途切れ、17作で終了。

## 収録曲
作詞：Kj　作曲・編曲：Dragon Ash
1. 運命共同体
2. Velvet Touch（HIROKI REMIX）
3. 繋がりSUNSET（MAKOTO SAKURAI REMIX）
4. 運命共同体（BOTS REMIX）

## 収録アルバム
＃1
- 『FREEDOM』（2009年3月4日）
- 『LOUD & PEACE』(2012年8月22日)